# Brouwerij Aldaris
Brouwerij Aldaris is een Letse brouwerij in Riga.

## Geschiedenis
In 1865 werd  in Riga brouwerij Waldschlösschen opgericht door Joachim Dauder. In 1906 was de brouwerij een der modernste brouwerijen van het begin van de 20ste eeuw, waar zes verschillende bieren gebrouwen werden. In 1937 werd de brouwerij grondig gemoderniseerd en de naam gewijzigd naar de huidige naam. In 1939 werd ook gestart met de productie van fruitsap en limonade. De brouwerijen Aldaris, Vārpa, Ilģuciems en Riga n° 3 werden in 1976 samengevoegd tot één firma. De brouwerij werd genationaliseerd tijdens het Sovjetregime en na de val van het communisme in 1989 opnieuw geprivatiseerd en eigendom van de Baltic Beverages Holding (BBH) in 1992. Sinds 2008 maakt BBH deel uit van de Deense Carlsberg Group.

## Producten

### Bieren
- Aldaris
- Mežpils
- Dižais Gambrinus
- Latvias Sevišķais
- Vanaga
- Apinītis

### Andere dranken
- Kiss (cider)
- Zelta C!der
- Somersby (cider)
- Sinebrychoff Long Drink
- Seth & Riley's Garage
- DNIGHT
- Nabeghlavi (mineraalwater)
- Vichy (mineraalwater & frisdrank)
- Eksporta Kvass (kvas)
- Lauku Kvasa Dzēriens
- Zingo limonāde
- Super Manki (energiedrank)
- Battery (energiedrank)